# Dermatite perioral
A dermatite perioral é um tipo de erupção cutânea que ocorre tipicamente em torno da boca, olhos e narinas. Os sintomas incluem múltiplas pápulas e vesículas avermelhadas, de pequenas dimensões (1–2 mm), por vezes sobre um fundo descamativo. Pode também haver comichão ou sensação de ardor. Mais raramente, pode afetar a região genital. A zona imediatamente adjacente aos lábios tende a não ser afetada.
A causa é desconhecida. A utilização de corticoides tópicos ou inalados está associada à condição, podendo também contribuir o uso de hidratantes, cosméticos, pastas dentífricas com flúor e protetores solares. O diagnóstico baseia-se geralmente nos sintomas, sendo a biópsia cutânea utilizada em casos de dúvida. Outras patologias com apresentação semelhante incluem rosácea, acne, dermatite alérgica e dermatite por lambedura.
O tratamento consiste, geralmente, na interrupção do uso de cremes com corticoides, cosméticos e protetor solar. A interrupção abrupta dos corticoides pode agravar inicialmente a erupção, pelo que pode ser recomendada uma suspensão gradual. Medicamentos tópicos utilizados inicialmente incluem creme de metronidazol ou de clindamicina. Se a resposta for insuficiente, podem ser utilizadas doxiciclina, tetraciclina ou isotretinoína por via oral. A melhoria pode demorar algumas semanas ou meses. A condição pode tornar-se crónica ou recorrente.
Estima-se que a condição afete entre 0,5% e 1% da população por ano nos países desenvolvidos. Até 90% das pessoas afetadas são mulheres com idades entre os 15 e os 45 anos. O termo “dermatite” é tecnicamente impróprio, uma vez que não se trata de um processo eczematoso.